# Katalityczny rekombinator wodoru
Rekombinator − urządzenie do katalitycznej rekombinacji tlenu i wodoru. Stosowany w źródłach i przetwornikach energii z uwagi na wydzielający się wodór, np. podczas ładowania akumulatora elektrycznego.

## Budowa
Rekombinator składa się prętu montażowego, wykonanego, np. z aluminium, miedzi, i naniesionego na niego katalizatora, zwykle palladu lub innego platynowca. Pręt umieszczony jest w porowatej rurce ceramicznej przepuszczającej gaz. Przestrzeń między rurką a prętem wypełniona jest materiałem absorpcyjnym (tlenki ołowiu, srebra, żelaza, miedzi, glinu, manganu). Rekombinator posiada rurę wylotową gazów i odprowadzenie wody. 

## Działanie
Gazy doprowadzane są do pojemnika rekombinatora, przechodzą przez porowatą rurkę i materiał absorpcyjny, i przechodzą rekombinację. Proces ten jest egzotermiczy, więc powstająca woda osadza się na katalizatorze w postaci pary wodnej. Następnie skrapla się i jest odprowadzana z powrotem do akumulatora.

## Rekombinatory w elektrowniach jądrowych
Rekombinatory stosowane są również w elektrowniach jądrowych (znajdują się we wszystkich elektrowniach jądrowych w krajach OECD), w których w sytuacjach awaryjnych (zwłaszcza przy stopieniu rdzenia reaktora jądrowego) mogą powstawać znaczne ilości wodoru. Ich nadmiar w reaktorze lub obudowie bezpieczeństwa mógłby doprowadzić do eksplozji. Rekombinatory mają neutralizować gromadzący się wodór. 
Europejski Reaktor Ciśnieniowy posiada 47 pasywnych rekombinatorów katalitycznych, które mają za zadanie utrzymać stężenie wodoru pod obudową bezpieczeństwa w sytuacjach awaryjnych poniżej 10%.